# (6654) Luleå
(6654) Luleå ist ein Asteroid des äußeren Hauptgürtels, der am 29. Februar 1992 im Rahmen des Uppsala-ESO Surveys of Asteroids and Comets am La-Silla-Observatorium der Europäischen Südsternwarte in Chile (IAU-Code 809) entdeckt wurde. Sichtungen des Asteroiden hatte es vorher schon am 15. und 17. November 1990 am selben Observatorium unter der vorläufigen Bezeichnung 1990 VW5 gegeben.
Der Asteroid gehört zur Hygiea-Familie, einer eher älteren Gruppe von Asteroiden, wie vermutet wird, deren größtes Mitglied der Asteroid (10) Hygiea ist.
(6654) Luleå wurde am 28. September 1999 nach der nordschwedischen Stadt Luleå benannt.